# Topologie cohérente
La topologie cohérente  est fréquemment utilisée en topologie algébrique, notamment en lien avec les limites inductives.
Ce vocable désigne à la fois une méthode assez générale pour construire une topologie mais aussi une topologie particulière des espaces vectoriels réels de dimension infinie.

## Topologie cohérente
Soit X un espace topologique et (Ai)i∈I une famille de sous-espaces de X. On appelle topologie cohérente déterminée par la famille (Ai)i∈I la topologie la plus fine qui rende continues les injections canoniques ji : Ai → X (topologie finale).
Cette topologie était anciennement appelée topologie faible. Or il se trouve que la topologie cohérente est plus fine que la topologie d'origine de l'espace X alors que la topologie faible d'un espace vectoriel topologique, elle, est moins fine que la topologie originelle. La topologie faible est une topologie initiale alors que la topologie cohérente est finale. Il est donc préférable de moderniser le vocabulaire. On gardera en mémoire que la lettre W dans le mot CW-complexe signifie weak, en référence à cette topologie.

## Recouvrement fondamental
Soit X un espace topologique et (Ai)i∈I une famille de sous-espaces de X. Si la topologie faible déterminée par la famille (Ai)i∈I est identique à la topologie d'origine, on dit que la topologie de X est cohérente avec la famille (Ai)i∈I.
Autrement dit, la topologie de X est cohérente avec la famille (Ai)i∈I lorsque les ouverts de X sont exactement les parties de X dont les intersections avec les Ai sont des ouverts de Ai.
En général, on utilise cette notion lorsque la famille (Ai)i∈I est un recouvrement de X. On appelle recouvrement fondamental de X un recouvrement de X tel que la topologie de X est cohérente avec ce recouvrement.

## Exemples
- Toute topologie est cohérente avec la famille de ses ouverts.
- Une topologie est discrète si et seulement si elle est cohérente avec la famille de ses singletons.
- Les espaces finiment engendrés sont cohérents avec la famille de leurs sous-espaces finis.
- Les espaces dénombrablement engendrés sont cohérents avec la famille de leurs sous-espaces dénombrables.
- Les espaces compactement engendrés sont cohérents avec la famille de leurs compacts.
- Si un recouvrement fondamental est un raffinement d'un recouvrement A, alors A est aussi un recouvrement fondamental.

## Topologie cohérente d'un espace vectoriel réel
Soit E un espace vectoriel réel. On appelle topologie cohérente de E la limite inductive du système inductif formé par les sous-espaces vectoriels de dimension finie de E avec leur topologie usuelle, ordonné par l'inclusion, et muni des injections canoniques. 
Avec les définitions ci-dessus, cette topologie est cohérente avec les sous-espaces de dimension finie de E, ce qui justifie le vocabulaire. Cette topologie est caractérisée par le fait qu'une partie de E est fermée si et seulement si son intersection avec les sous-espaces de dimension finie de E sont fermés. C'est la topologie usuelle des complexes cellulaires ou simpliciaux.
Lorsque E est de dimension (infinie) dénombrable, l'espace vectoriel topologique obtenu est noté ℝ∞.